# Alexandria Container and Cargo Handling Company
Alexandria Container and Cargo Handling Company S.A.E. ist ein ägyptisches Unternehmen mit Sitz in Alexandria. Es betreibt die Häfen Alexandria Terminal in Alexandria Port und El Dekheila Terminal in Dekheila Port. Die Kapazität im Alexandria Terminal beträgt 500.000 TEU auf 163.000 m² bei 12 m Wassertiefe, die im El Dekheila Terminal 1.000.000 TEU auf 406.000 m² bei 12–16 m Wassertiefe.
Im Jahr 2024 wurde das Unternehmen auf Platz 30 der Forbes-Liste der 50 wertvollsten Unternehmen in Ägypten geführt.
Es ist Mitglied im EGX 30 Index an der Egyptian Exchange. Die größten Aktionäre sind Holding company for maritime & land transport (35,369 %), Alpha Oryx Limited (32 %), Saudi Egyptian Investment Co. (20 %), General Authority for Alexandria Port (7,631 %), Streubesitz (5 %).

## Geschichte
Die Gesellschaft wurde 1984 gegründet, um alle Aktivitäten im Zusammenhang mit der Containerabfertigung anzubieten. Das Al-Dekheila-Terminal wurde 1996 eröffnet, der Alexandria Terminal wurde 1998 gegründet und besitzt die entsprechenden Zertifikate.
Die Umsätze entwickelten sich von 446 EGP im Wirtschaftsjahr 2010/2011 über 2713 EGP in 2016/2017 bis 4808 EGB im Wirtschaftsjahr 2022/2023.